# 19981 Bialystock
19981 Bialystock este un asteroid din centura principală, descoperit pe 29 decembrie 1989, de Eric Elst.